# 最好的相遇
《最好的相遇》（英語：An Encounter to Remember），原名《八岁的爸爸》，是由《隐婚男女》的编剧哈智超自编自导，金世佳、邱泽、张钧甯及姜珮瑶领衔主演的中国爱情片。电影2023年7月24日第17届FIRST青年电影展进行首映，后于2023年10月20日在中国大陆上映。

## 演员阵容
- 金世佳 饰演 曹卢医，本为妇幼医院B超室医生，在机缘巧合下到东山庭院疗养院工作。
- 邱泽 饰演 刘英俊，燕子的丈夫，智商只有八岁。
- 张钧甯 饰演 吴燕子，英俊的妻子，怀有身孕。
- 姜珮瑶 饰演 文静
- 杨旭 饰演 吴强
- 吴宇恒 饰演 聪聪